# Gaspar Ruiz a jiné povídky
Gaspar Ruiz a jiné povídky  je název českého výboru kratších próz anglického spisovatele polského původu Josepha Conrada. Kniha vyšla v roce 1957 ve  Státním nakladatelství dětské knihy jako 16. svazek jeho edice Knihy odvahy a dobrodružství. Výbor uspořádal a přeložil Aloys Skoumal.

## Obsah knihy
Kniha obsahuje tři autorova díla:
- dobrodružnou novelu Gaspar Ruiz (1906) odehrávající se v době bojů za nezávislost Chile na počátku 19. století,
- ironicky nazvanou povídku Výspa pokroku (1897, An Outpost of Progress) o osudu dvou bělochů v odlehlé obchodní stanici v Belgickém Kongu, kteří v okamžiku krize (zpozdí se loď a jim dochází zásoby) ztratí civilizované chování, vypukne mezi nimi ostrý spor končící vraždou a sebevraždou,
- autobiografickou povídku Mládí (1898, Youth) o plavbě plachetnice, na níž se vznítí náklad uhlí.

## Česká vydání povídek obsažených v knize
- Oheň pod palubou, Toužimský a Moravec, Praha 1947, přeložil Ivan Schulz, jedná se o povídku Mládí.
- Gaspar Ruiz a jiné povídky, SNDK, Praha 1957, přeložil Aloys Skoumal, obsahuje Gaspar Ruiz, Výspa pokroku a Mládí.
- Neklidné příběhy, Panorama, Praha 1981, přeložila Luba Pellarová, obsahuje mimo jiné Mladost, Výspa pokroku a Gaspar Ruiz.
- Srdce temnoty, Mladá fronta, Praha 1996, přeložili Jan Zábrana a Aloys Skoumal, obsahuje také Výspa pokroku.